# Pachyanthrax fulvifacies
Pachyanthrax fulvifacies är en tvåvingeart som först beskrevs av Austen 1937.  Pachyanthrax fulvifacies ingår i släktet Pachyanthrax och familjen svävflugor. Inga underarter finns listade i Catalogue of Life.